# Лопушна (Черновицкая область)
Лопушна (укр. Лопушна) — село в Берегометской поселковой общине Вижницкого района Черновицкой области Украины
Население по переписи 2001 года составляло 844 человека. Телефонный код — 3730. Код КОАТУУ — 7320581503.
Через с. Лопушна протекает река Сирет.